# 春野ななみ
春野 ななみ（はるの ななみ、1993年12月17日 - ）は、日本の女性声優。宮崎県出身。フリー。

## 経歴・人物
昔からジャンプ作品が好きで、涙アリ、笑いアリなジャンプ作品でどのような方向にも視聴者の心を動かせる声優の芝居を聴いて自分も加わりたいと思い声優を目指した。
2011年に行われた『第5回81オーディション』で特別賞と小学館賞を受賞し、81プロデュースに所属する。2018年8月10日、自身のTwitterにて81プロデュースを退所したことを発表した。声優業は廃業せず、フリーとして活動を続ける。
趣味は読書、食べ歩き。特技は歌、早起き。

## 出演
太字はメインキャラクター。

### テレビアニメ
2012年
- イナズマイレブンGO クロノ・ストーン（子供）

2013年
- 名探偵コナン（遥の友人）

2014年
- プリパラ（セイ）

2015年
- アイドルマスター シンデレラガールズ（上田鈴帆）

2016年
- 装神少女まとい（生徒）

2017年
- かみさまみならい ヒミツのここたま （ほわり）
- アイドルマスター シンデレラガールズ劇場（2017年 - 2019年、上田鈴帆） - 2シリーズ
- URAHARA（応援の声）

2018年
- こねこのチー ポンポンらー大旅行（モブ猫A）

### 劇場アニメ
- KING OF PRISM -PRIDE the HERO-（2017年）

### OVA
- 12歳。（2014年、蒼井結衣）※『ちゃお』付録DVDシリーズ、第6・7巻アニメDVDつき限定版BOX

### Webアニメ
- アイドルマスター シンデレラガールズ劇場 火曜シンデレラシアター / Extra Stage（2017年 - 2021年、上田鈴帆[9]、女生徒A） - 2シリーズ

### ゲーム
2014年
- 俺タワー -Over Legend Endless Tower-（ホイールローダー、ガスヴェルダー、トレーラー、水中ポンプ、プロセッサ、工事用エレベーター）
- 12歳。〜ほんとのキモチ〜（蒼井結衣）
- 百女神ばすたぁ〜ず（リルン、クシュ）

2015年
- アイドルマスター シンデレラガールズ（2015年 - 2017年、上田鈴帆）
- ザクセスヘブン（今来留守藍）
- 戦国アスカZERO（風魔小太郎、長宗我部元親、鈴木重時、島津義弘）
- 戦国姫譚MURAMASA-雅-（招奇屋、筒井順慶、滝川一益、高坂甚内）

2016年
- アイドルマスター シンデレラガールズ スターライトステージ（2016年 - 2024年、上田鈴帆）
- あんさんぶるガールズ!! （岩戸サン）
- 新約アルカナスレイヤー（ダイアン）
- 刻のイシュタリア（バベッジ、ミノス、トナティウ）
- ナイトスリンガー（ヘーラ、エミリー 他）

2017年
- デスティニーチャイルド（エリシオン）
- ソウルリバース ゼロ（コンラ）

2018年
- エアリアルレジェンズ（白堂キョウカ）

2020年
- 戦国RENKAズーム!（鈴木重時）

### ドラマCD
2014年
- 第38期 藍本女子高等学校生徒会活動日誌 あいぽん　※イベント配布による非売品

### ラジオドラマ
- あさひるばん ビギニング（日留川月子[27]）
- BeeTV 今日、恋をはじめます（女生徒）
- らじどらッ!〜夜のドラマハウス〜（2015年10月19日 - 23日）

### 吹き替え
- ちいさなプリンセス ソフィア（2016年、カリィ王女）
- リック・アンド・モーティ シーズン1（2016年）[28]、シーズン2[29]

### ラジオ
※はインターネット配信。
- 81下克上ラジオ Ole!玲央（2012年 - 2013年、超!A&G+※）[30]
- ニッポン朗読アカデミー（2013年 - 2016年、ラジオ大阪・Radital※・HiBiKi Radio Station※・ニコニコ動画ラジオ大阪チャンネル※）[31]

### ラジオCD
- ニッポン朗読アカデミー 活動報告その1
- 変態音響監督ヨシダ vs ニッポン朗読アカデミー

### 朗読劇
- 81PRODUCE Presents若手リーディング公演 声瞬-SEISHUN-（2013年6月30日、日比谷コンベンションホール）[32]
- ニッポン朗読アカデミー 真夏の朗読フェスティバル!（2014年8月10日、東京芸術劇場 シアターイースト）[33]
- 81LIVE SALON
  - 第4回「～声瞬～ カボチャと魔法の収穫祭 プロデュースby motokichi」（2015年10月31日、声優ミュージアム内 81ライブサロン）[34]
  - 第20回「～声瞬～ クリスマスは貴方と…Vol.2 Produce by motokichi」（2016年12月24日、声優ミュージアム内 81ライブサロン）[35]
- ニッポン朗読アカデミー・課外授業
  - 「朗読劇TARO 〜語り継がれし物語・異聞〜」（2016年11月3日、DDD青山クロスシアター）[36]
  - 「シンデレラ裁判 ～愛は赤い毒～」（2017年5月25・28日、文化放送メディアプラスホール）[37][38]
- ニッポン朗読アカデミープレビュー公演　朗読劇「謎解きはディナーのあとで」（2017年11月23日・12月2日、ニッポン放送 イマジンスタジオ）

### インターネット放送
- ななみんはうす。（2015年1月8日 - 、YouTube）

### その他
- Audible 声優魂ドラマシアター『双子の想い』（朗読）[39]

## ディスコグラフィ

### キャラクターソング
| 発売日  | 商品名                                                                                               | 歌 | 楽曲                                                            | 備考                                                                     |
| 2016年  | 2016年                                                                                               | 2016年 | 2016年                                                          | 2016年                                                                   |
| ------- | --- | --- | --------------------------------------------------------------- | ------------------------------------------------------------------------ |
| 12月7日 | THE IDOLM@STER CINDERELLA GIRLS STARLIGHT MASTER 07 サマカニ!!                                       | 川島瑞樹（東山奈央）、日野茜（赤﨑千夏）、堀裕子（鈴木絵理）、上田鈴帆（春野ななみ）、難波笑美（伊達朱里紗） | 「サマカニ!!（M@STER VERSION）」 「サマカニ!!（GAME VERSION）」 | ゲーム『アイドルマスター シンデレラガールズ スターライトステージ』関連曲 |
| 2017年  | | |                                                                 |                                                                          |
| 6月24日 | THE IDOLM@STER CINDERELLA GIRLS 5thLIVE TOUR Serendipity Parade!!! 静岡・幕張・福岡 会場オリジナルCD | 上田鈴帆（春野ななみ）                                                                                       | 「サマカニ!!（M@STER VERSION）」                                | ゲーム『アイドルマスター シンデレラガールズ スターライトステージ』関連曲 |
| 8月9日  | THE IDOLM@STER CINDERELLA GIRLS MASTER SEASONS SUMMER!                                               | 上田鈴帆（春野ななみ）、佐藤心（花守ゆみり）、十時愛梨（原田ひとみ）                                         | 「CoCo夏夏夏 Holiday」                                          | ゲーム『アイドルマスター シンデレラガールズ』関連曲                      |
| 2018年  | | |                                                                 |                                                                          |
| 11月9日 | THE IDOLM@STER CINDERELLA GIRLS 6thLIVE MERRY-GO-ROUNDOME!!! MASTER SEASONS SUMMER! SOLO REMIX       | 上田鈴帆（春野ななみ）                                                                                       | 「CoCo夏夏夏 Holiday」                                          | ゲーム『アイドルマスター シンデレラガールズ』関連曲                      |
| 2019年  | | |                                                                 |                                                                          |
| 3月8日  | アイドルマスター シンデレラガールズ WILD WIND GIRL 第6巻特装版特典CD                                 | 向井拓海（原優子）、藤本里奈（金子真由美）、上田鈴帆（春野ななみ）、難波笑美（伊達朱里紗）                   | 「サマカニ!!（M@STER VERSION）」                                | 漫画『アイドルマスター シンデレラガールズ WILD WIND GIRL』関連曲         |

## ライブ・イベント

### 合同ライブ
| 出演日              | タイトル                                                                                        | 会場                               |
| ------------------- | ----------------------------------------------------------------------------------------------- | ---------------------------------- |
| 2017年7月29日・30日 | THE IDOLM@STER CINDERELLA GIRLS 5thLIVE TOUR Serendipity Parade!!! 福岡公演                     | 西日本総合展示場 新館（福岡県）    |
| 2017年8月13日       | THE IDOLM@STER CINDERELLA GIRLS 5thLIVE TOUR Serendipity Parade!!! さいたまスーパーアリーナ公演 | さいたまスーパーアリーナ（埼玉県） |